# 克內扎市鎮
43°28′N 24°8′E / 43.467°N 24.133°E

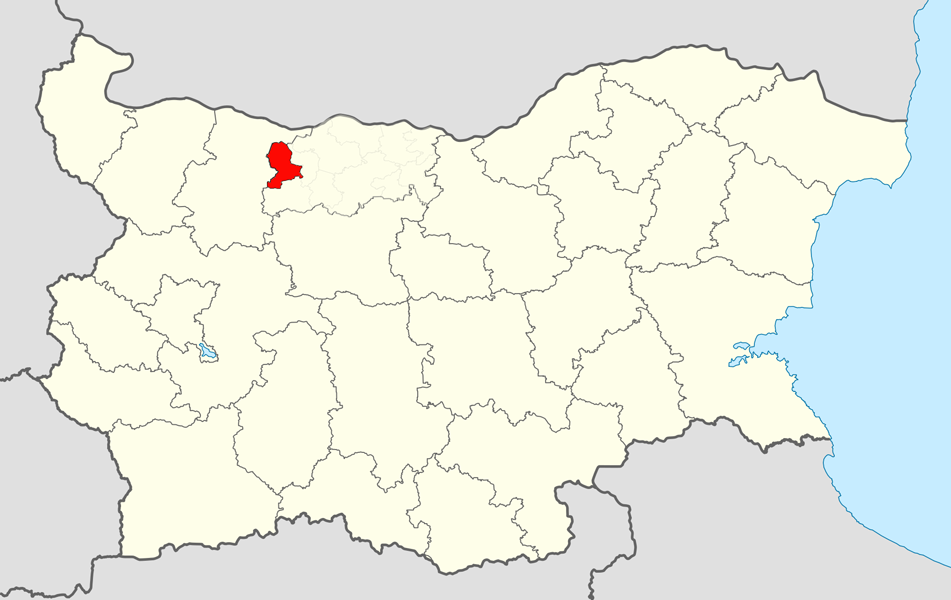

克內扎市，是保加利亞的城鎮，位於該國北部，由普列文州負責管轄，首府設於克內扎，面積318平方公里，2009年人口14,839，人口密度每平方公里46.66人。